# Saint-Lambert-sur-Dive
Saint-Lambert-sur-Dive ([sɛ̃ lɑ̃bɛʁ syʁ div] ) ist eine französische Gemeinde mit 133 Einwohnern (Stand: 1. Januar 2022) im Département Orne in der Region Normandie (vor 2016 Basse-Normandie). Sie gehört zum Arrondissement Argentan und ist Mitglied im Gemeindeverband Terres d’Argentan Interco. Die Einwohner werden Saint-Lambertois und Saint-Lambertoises genannt.

## Geografie

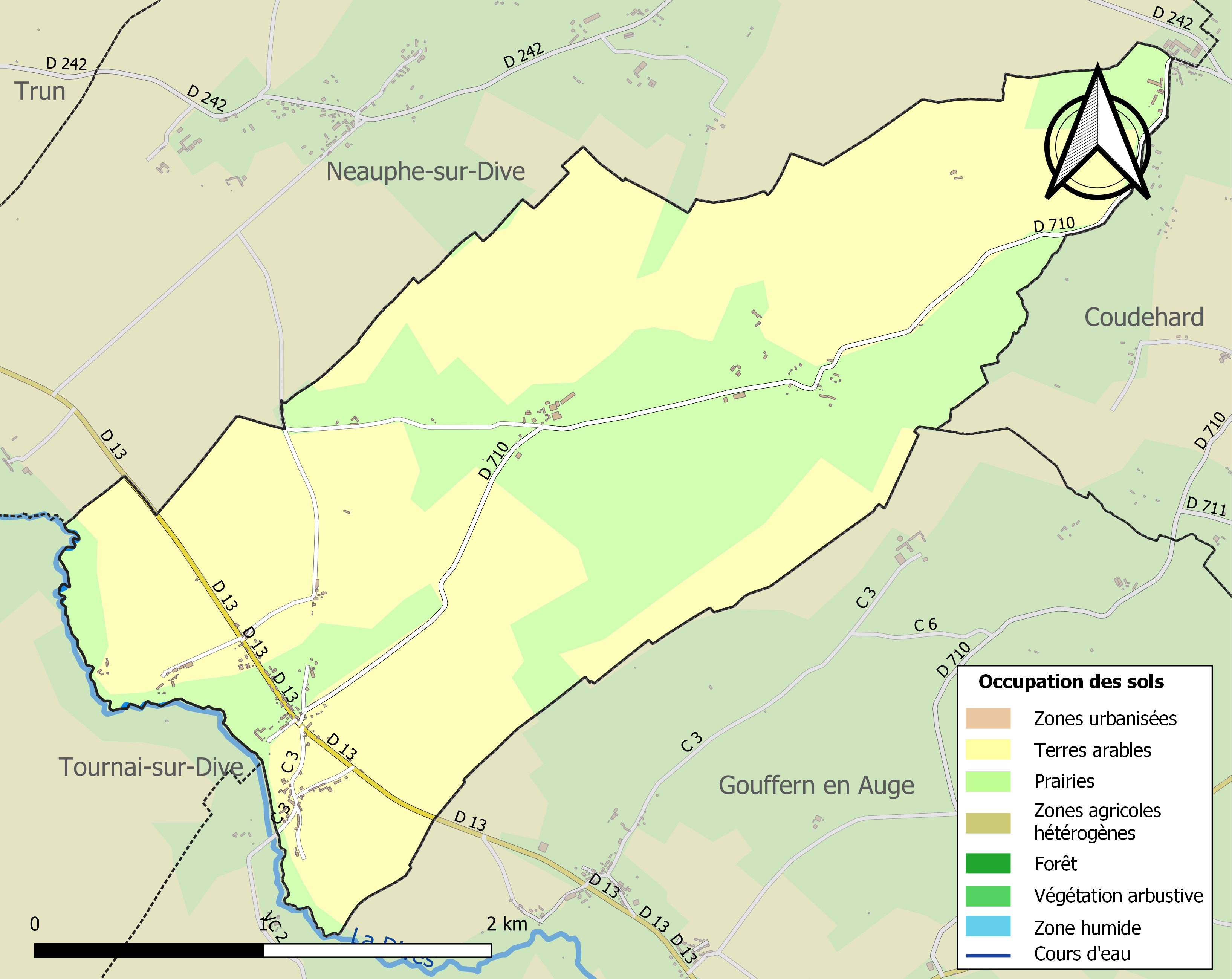
Bodennutzung und Infrastruktur der Gemeinde (2018)

Saint-Lambert-sur-Dive liegt im Süden der Région naturelle Pays d’Auge, etwa 11 Kilometer nordöstlich von Argentan und etwa 43 Kilometer nördlich von Alençon. Die Dives und ihre Seitenarme begrenzen die Gemeinde im Südwesten. Das Gemeindegebiet wird außerdem vom Ruisseau du Foulbec entwässert, der es durchquert, bevor er nahe dem Zentrum in die Dives mündet. Das Zentrum der Gemeinde liegt auf einer Höhe von etwa 90 m. Das Relief des Gemeindegebietes fällt am Austritt der Dives leicht auf 85 m ab und steigt nach Norden hin bis auf 148 m an.
Nahezu die gesamte Fläche der Gemeinde wird landwirtschaftlich, vor allem als Kulturboden (rund 63 %) genutzt (Stand: 2018).
Umgeben wird Saint-Lambert-sur-Dive von den Nachbargemeinden Neauphe-sur-Dive im Norden und Nordwesten, Coudehard im Nordosten, Gouffern en Auge im Süden und Osten sowie Tournai-sur-Dive im Südwesten.

## Bevölkerungsentwicklung

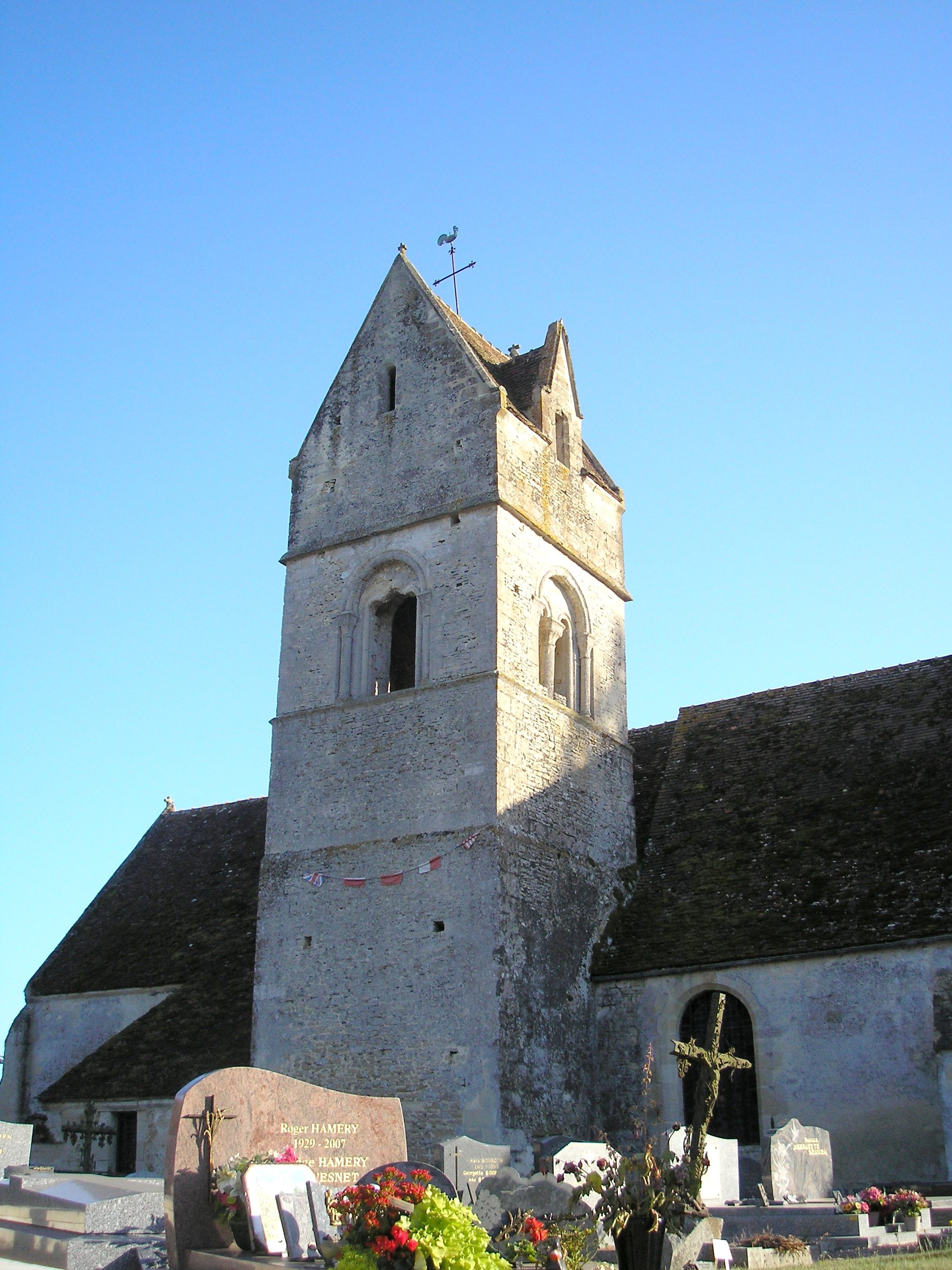
Pfarrkirche Saint-Lambert

| Saint-Lambert-sur-Dive: Einwohnerzahlen von 1793 bis 2020                                                                  | Saint-Lambert-sur-Dive: Einwohnerzahlen von 1793 bis 2020 | Saint-Lambert-sur-Dive: Einwohnerzahlen von 1793 bis 2020 | Saint-Lambert-sur-Dive: Einwohnerzahlen von 1793 bis 2020 | Saint-Lambert-sur-Dive: Einwohnerzahlen von 1793 bis 2020 |
| --- | --------------------------------------------------------- | --------------------------------------------------------- | --------------------------------------------------------- | --------------------------------------------------------- |
| Jahr |                                                           |                                                           |                                                           | Einwohner                                                 |
| 1793 | 1793                                                      |                                                           | 320                                                       | 320                                                       |
| 1800 | 1800                                                      |                                                           | 206                                                       | 206                                                       |
| 1806 | 1806                                                      |                                                           | 358                                                       | 358                                                       |
| 1821 | 1821                                                      |                                                           | 377                                                       | 377                                                       |
| 1836 | 1836                                                      |                                                           | 360                                                       | 360                                                       |
| 1841 | 1841                                                      |                                                           | 394                                                       | 394                                                       |
| 1846 | 1846                                                      |                                                           | 360                                                       | 360                                                       |
| 1851 | 1851                                                      |                                                           | 338                                                       | 338                                                       |
| 1856 | 1856                                                      |                                                           | 341                                                       | 341                                                       |
| 1861 | 1861                                                      |                                                           | 321                                                       | 321                                                       |
| 1866 | 1866                                                      |                                                           | 273                                                       | 273                                                       |
| 1872 | 1872                                                      |                                                           | 260                                                       | 260                                                       |
| 1876 | 1876                                                      |                                                           | 251                                                       | 251                                                       |
| 1881 | 1881                                                      |                                                           | 240                                                       | 240                                                       |
| 1886 | 1886                                                      |                                                           | 218                                                       | 218                                                       |
| 1891 | 1891                                                      |                                                           | 226                                                       | 226                                                       |
| 1896 | 1896                                                      |                                                           | 208                                                       | 208                                                       |
| 1901 | 1901                                                      |                                                           | 184                                                       | 184                                                       |
| 1906 | 1906                                                      |                                                           | 180                                                       | 180                                                       |
| 1911 | 1911                                                      |                                                           | 171                                                       | 171                                                       |
| 1921 | 1921                                                      |                                                           | 166                                                       | 166                                                       |
| 1926 | 1926                                                      |                                                           | 166                                                       | 166                                                       |
| 1931 | 1931                                                      |                                                           | 150                                                       | 150                                                       |
| 1936 | 1936                                                      |                                                           | 149                                                       | 149                                                       |
| 1946 | 1946                                                      |                                                           | 163                                                       | 163                                                       |
| 1954 | 1954                                                      |                                                           | 167                                                       | 167                                                       |
| 1962 | 1962                                                      |                                                           | 169                                                       | 169                                                       |
| 1968 | 1968                                                      |                                                           | 163                                                       | 163                                                       |
| 1975 | 1975                                                      |                                                           | 128                                                       | 128                                                       |
| 1982 | 1982                                                      |                                                           | 137                                                       | 137                                                       |
| 1990 | 1990                                                      |                                                           | 128                                                       | 128                                                       |
| 1999 | 1999                                                      |                                                           | 138                                                       | 138                                                       |
| 2006 | 2006                                                      |                                                           | 152                                                       | 152                                                       |
| 2013 | 2013                                                      |                                                           | 148                                                       | 148                                                       |
| 2020 | 2020                                                      |                                                           | 136                                                       | 136                                                       |
| Quelle(n): EHESS/Cassini bis 1999, INSEE ab 2006 Anmerkung(en): Ab 1962 offizielle Zahlen ohne Einwohner mit Zweitwohnsitz |                                                           |                                                           |                                                           |                                                           |

## Sehenswürdigkeiten
- Pfarrkirche Saint-Lambert im Weiler L’Église aus dem 12. Jahrhundert, Glockenturm aus dem 11. Jahrhundert seit 1948 als Monument historique eingeschrieben
- Pfarrhaus im Weiler L’Église aus dem 18. Jahrhundert
- Prämonstratenserkapelle im Weiler La Chapelle, vermutlich aus dem 12. Jahrhundert
- Schloss im Weiler Mimbeville aus dem ausgehenden 18. Jahrhundert

## Verkehr
Die Departementsstraße D 13 führt im Nordwesten nach Falaise und nach L’Aigle im Südosten. Die nachgeordnete Departementsstraße D 710 und lokale Landstraßen verbinden die Weiler der Gemeinde und Nachbargemeinden.